# 제프 한네만
제프 한네만(Jeff Hanneman, 1964년 1월 31일 ~ 2013년 5월 2일)은 미국의 음악가로, 슬레이어에서 보컬과 기타를 맡았다. 2013년 5월 2일 향년 49세에 독거미에 물려 간부전으로 사망했다.